# Murray Head
Murray Seafield Saint-George Head (Londra, 15 marzo 1946) è un cantante e attore britannico.
È noto per aver interpretato Giuda Iscariota nel concept album del 1970 scritto da Tim Rice e Andrew Lloyd Webber Jesus Christ Superstar, dal quale verrà poi tratto il musical omonimo.

## Biografia
Murray Head è figlio di Seafield Head, regista di documentari, e di Helen Shingler, attrice. Suo fratello Anthony Head ha recitato nella nota serie Buffy l'ammazzavampiri. Head ha studiato al Lycée Français Charles de Gaulle di South Kensington, a Londra, e alla Hampton School di Hampton.
Ha iniziato a scrivere canzoni fin da bambino. Alla metà degli anni sessanta è stato messo sotto contratto discografico a Londra. Il suo successo è stato limitato, fino a quando ottiene da Tim Rice e Andrew Lloyd Webber il ruolo di Giuda Iscariota nel concept album Jesus Christ Superstar, dal quale verrà poi tratto il musical omonimo.
Il suo debutto cinematografico è stato nel film Questo difficile amore (1966). Ha interpretato, insieme a Peter Finch e Glenda Jackson, uno dei ruoli principali nel film Domenica, maledetta domenica (1971), che ebbe una nomination all'Oscar come miglior film. Tuttavia non ha avuto un grande successo di pubblico nei dieci anni seguenti, eccetto per il suo singolo Say It Ain't So Joe, nel 1975. Nel marzo del 1979, è apparso nell'ultimo episodio del programma ITV Return of the Saint.
Murray Head è tornato sotto i riflettori nel 1984 interpretando "l'Americano" nell'album del musical Chess. Ha poi inciso il singolo One Night in Bangkok, tratto da Chess, grande successo mondiale per un singolo tratto da un musical di Broadway nelle radio statunitensi e tedesche.
Negli anni a seguire ha avuto scarsi successi discografici in Gran Bretagna. In compenso, ha inciso molti album in francese ed è piuttosto conosciuto in Francia e Canada.
Nel 1999 ha partecipato alla scrittura della sceneggiatura de I figli del secolo. Fra le sue partecipazioni c'è il ruolo del padre di Cindy nella commedia musicale Cindy (2002) di Luc Plamondon, basata sulla storia di Cenerentola. Successivamente Head è apparso alla televisione britannica negli spettacoli Metropolitan Police, Casualty, Judge John Deed e Heartbeat.

## Vita privata
Nel 1972 ha sposato Susan Ellis Jones, da cui ha divorziato nel 1992. Ha due figlie: Katherine e Sophie.

## Filmografia parziale

### Attore

#### Cinema
- Questo difficile amore (The Family Way), regia di Roy Boulting (1966)
- Io, l'amore (À coeur joie), regia di Serge Bourguignon (1967)
- Domenica maledetta domenica (Sunday Bloody Sunday), regia di John Schlesinger (1971)
- Aphrousa, regia di Evangelos Ioannidis (1971)
- La mandarina (La Mandarine), regia di Édouard Molinaro (1972)
- Gawain and the Green Knight, regia di Stephen Weeks (1973)
- El poder del deseo, regia di Juan Antonio Bardem (1975)
- Madame Claude, regia di Just Jaeckin (1977)
- Lyrics by Tim Rice, regia di Ian Bolt - direct-to-video (1985)
- Chess Moves, regia di David G. Hillier - cortometraggio direct-to-video (1985)
- Misfatto bianco (White Mischief), regia di Michael Radford (1987)
- La Barbare, regia di Mireille Darc (1989)
- Un été d'orages, regia di Charlotte Brändström (1989)
- L'insolente (Beaumarchais l'insolent), regia di Édouard Molinaro (1996)
- Le grand serpent du monde, regia di Yves Dion (1999)
- Gli amanti del Nilo (Les amants du Nil), regia di Éric Heumann (2002)
- Moi César, 10 ans 1/2, 1m39, regia di Richard Berry (2003)
- No pasaran, regia di Emmanuel Caussé ed Éric Martin (2009)
- Horsehead, regia di Romain Basset (2014)

#### Televisione
- St. Ives – serie TV, episodi 1x01-1x02 (1967)
- Il mondo di Shirley (Shirley's World) – serie TV, episodio 1x10 (1971)
- The Fortunes of Nigel, regia di Peter Cregeen - miniserie TV, 5 puntate (1974)
- Seven Faces of Woman - serie TV, episodio 1x02 (1974)
- Intent to Murder, regia di Alan Gibson - film TV (1974)
- Il ritorno di Simon Templar (Return of the Saint) – serie TV, episodio 1x24 (1979)
- Prince Regent, regia di Michael Simpson e Michael Hayes - miniserie TV, puntate 4-5-6 (1979)
- Boon - serie TV, episodio 4x02 (1989)
- Chess in Concert, regia di Anders Eljas - film TV (1989)
- Centrepoint, regia di Piers Haggard - miniserie TV, 4 puntate (1990)
- The Knock - serie TV, episodi 4x04-4x05 (1999)
- The Vice - serie TV, episodi 2x03-2x04 (2000)
- Casuality - serie TV, episodio 15x06 (2000)
- North Square - serie TV, 8 episodi (2000)
- Music Hall - serie TV, episodi sconosciuti (2002)
- Asbestos, regia di André Melançon - miniserie TV, 6 puntate (2002)
- Giardini e misteri (Rosemary & Thyme) - serie TV, episodio 1x02 (2003)
- Metropolitan Police (The Bill) - serie TV, episodio 20x31 (2004)
- D-Day 6.6.1944, regia di Richard Dale, Kim Bour, Pamela Gordon e Sally Weale - film TV (2004)
- The Slavery Business, regia di Michael Samuels - miniserie TV, puntata 3 (2005)
- Judge John Deed - serie TV, episodi 6x01-6x02 (2007)
- Heartbeat - serie TV, 13 episodi (2005-2007)
- Holby City - serie TV, 7 episodi (2007-2014)
- Revivre, regia di Haim Bouzaglo - miniserie TV, puntata 1 (2009)
- Doctors – soap opera, 5 puntate (2010-2019)
- Vera - serie TV, episodio 1x01 (2011)
- War of the Worlds - serie TV, episodio 1x01 (2019)

## Discografia parziale

### Album in studio
- 1972 - Nigel Lived
- 1975 - Say It Ain't So
- 1979 - Between Us
- 1980 - Voices
- 1981 - Find the Crowd
- 1982 - Shade
- 1984 - Restless
- 1986 - Sooner or Later
- 1988 - A gauche en sortant de l'ascenseur
- 1990 - Watching Ourselves Go By
- 1992 - Wave
- 1993 - Innocence
- 1995 - When You're in Love
- 1995 - Pipe Dreams
- 2002 - Passion
- 2005 - Emotions, My Favourite Songs
- 2007 - Tête à Tête
- 2008 - Rien n'est écrit

### Album dal vivo
- 2010 - Collection Live 2009
- 2010 - Live 2009 Volume 1
- 2024 - Say It Ain't So - Live !

### Colonne sonore
- 1980 - Extraits De La Bande Originale Du Film Cocktail Molotov (con Yves Simon)
- 1985 - The Flying Devils - Original Soundtrack (con Kasper Winding)

### Raccolte
- 1981 - How Many Ways
- 2012 - My Back Pages

### Singoli
- 1984 - One Night in Bangkok

### Partecipazioni
- 1970 - AA.VV. Jesus Christ Superstar

## Videografia

### Videoclip
- Murray Head One Night in Bangkok, regia di David G. Hillier (1985)
- Murray Head Pity the Child, regia di David G. Hillier (1985)
- Marie Carmen & Murray Head Une femme, un homme (1993)